# Rhododendron nhatrangense
Rhododendron nhatrangense är en ljungväxtart som beskrevs av Paul Louis Amans Dop. Rhododendron nhatrangense ingår i släktet rododendron, och familjen ljungväxter. Inga underarter finns listade i Catalogue of Life.